# Góra Zborów
Góra Zborów lub Góra Berkowa – skaliste wzgórze w obrębie wsi Kroczyce w województwie śląskim, w powiecie zawierciańskim, w gminie Kroczyce. Pod względem geograficznym znajduje się na Wyżynie Mirowsko-Olsztyńskiej, będącej częścią Wyżyny Częstochowskiej w obrębie Wyżyny Krakowsko-Częstochowskiej. Znajduje się na nim rezerwat przyrody Góra Zborów. Z drogi wojewódzkiej nr 792 doskonale widoczne są szczytowe partie skał na wzgórzu. Góra Zborów sąsiaduje z położonym bardziej na północ Kołoczkiem. Obydwa te wzgórza wchodzą w skład długiego na ponad 3 km pasma Skał Kroczyckich i należą do specjalnego obszaru ochrony siedlisk Ostoja Kroczycka.
Nazwa Góra Zborów pochodzi od tego, że według legendy zbierały się na niej okoliczne czarownice przed odleceniem na miotłach na sabat czarownic, na Łysą Górę w Górach Świętokrzyskich. Na jej szczycie znajduje się Skała ze Słupem, na której podczas okupacji hitlerowskiej zamontowano betonowy słup będący punktem triangulacyjnym.
Bezleśny wierzchołek wzgórza jest znakomitym punktem widokowym – najwyższym wzniesieniem w byłym województwie częstochowskim – 467,5 m n.p.m. Procesy krasowe ukształtowały liczne wapienne ostańce, jaskinie i leje krasowe. Na terenie rezerwatu znajduje się także zamknięty obecnie kamieniołom, w którym pracowali przymusowi robotnicy III Rzeszy. Teren rezerwatu był miejscem potyczek pomiędzy niemiecką żandarmerią a oddziałami Armii Ludowej oraz Batalionów Chłopskich.

## Skały i jaskinie
Góra Zborów jest jednym z ważniejszych rejonów wspinaczkowych. W jej partiach wierzchołkowych (w większości) i na zboczach znajdują się skałki o wysokości do 30 metrów, ściany, których pokryte są gęstą siatką dróg wspinaczkowych. Wspinacze nadali im własne nazwy: Są to skały: Biała Baszta, Turnia Blocheńska, Chomicza Skała, Dolna Baszta, Dolny Wielbłąd, Dwoista Baszta, Dziurawy Blok, Dziurki, Długa Grań, Koguty, Krucze Skały, Kruk, Minogi, Młynarze (Młynarz, Czujnik, Świnka, Zajączek, Wielki Młynarz i Złomiska), Rygiel, Sadek, Sfinks, Skała Gąsieckiego, Skała z Sosną, Skała z Blokiem, Skała z Mysim Trawersem, Skrzat, Sówka, Turnia nad Kaskadami, Ukryta Turnia, Wielbłąd. Po utworzeniu rezerwatu przyrody wspinaczka dozwolona jest na określonych zasadach. m.in. nie wolno wchodzić na szczyty skał i chodzić po nich, odbywa się bowiem na nich rekultywacja muraw kserotermicznych.
W zachodniej części rezerwatu, u podnóży Góry Zborów znajduje się Jaskinia Głęboka – jedyna w północnej części Wyżyny Krakowsko-Częstochowskiej jaskinia udostępniona do turystycznego zwiedzania. Oprócz niej w skałach Góry Zborów jest jeszcze wiele innych jaskiń i schronisk: Fazowa Dziura, Kozi Dół, Lej Szpatowców, Schronisko Kazamar w Cyrku, Schronisko pod Białą Basztą, Schroniska pod Ryglem, Schronisko Podszczytowe, Schronisko Sadek, Schronisko Skośne, Schronisko w Lewych Kaskadach, Schronisko w Skale Gąsieckiego, Schronisko za Kciukiem, Szczelina w Ryglu, Wielki Kanion.

## Turystyka
Przy drodze nr 792 znajduje się parking, budynki Centrum Dziedzictwa Przyrodniczego i Kulturowego Jury i kasa biletowa, w której kupuje się bilety wstępu do rezerwatu i do Jaskini Głębokiej. Wejście do rezerwatu i Góra Zborów znajduje się po drugiej stronie szosy. Zaraz za wejściem jest lapidarium z kolekcją różnych rodzajów wapieni występujących na Wyżynie Krakowsko-Częstochowskiej. Przez rezerwat przebiegają dwa szlaki turystyczne i ścieżka przyrodnicza „Rezerwat Góra Zborów”.
 Szlak Orlich Gniazd: Góra Janowskiego – Podzamcze – Karlin – Żerkowice – Morsko – Góra Zborów – Zdów-Młyny – Bobolice – Mirów – Niegowa.
 Szlak Rzędkowicki: Mrzygłód – Myszków – Góra Włodowska – Rzędkowickie Skały – Góra Zborów (parking u stóp góry)

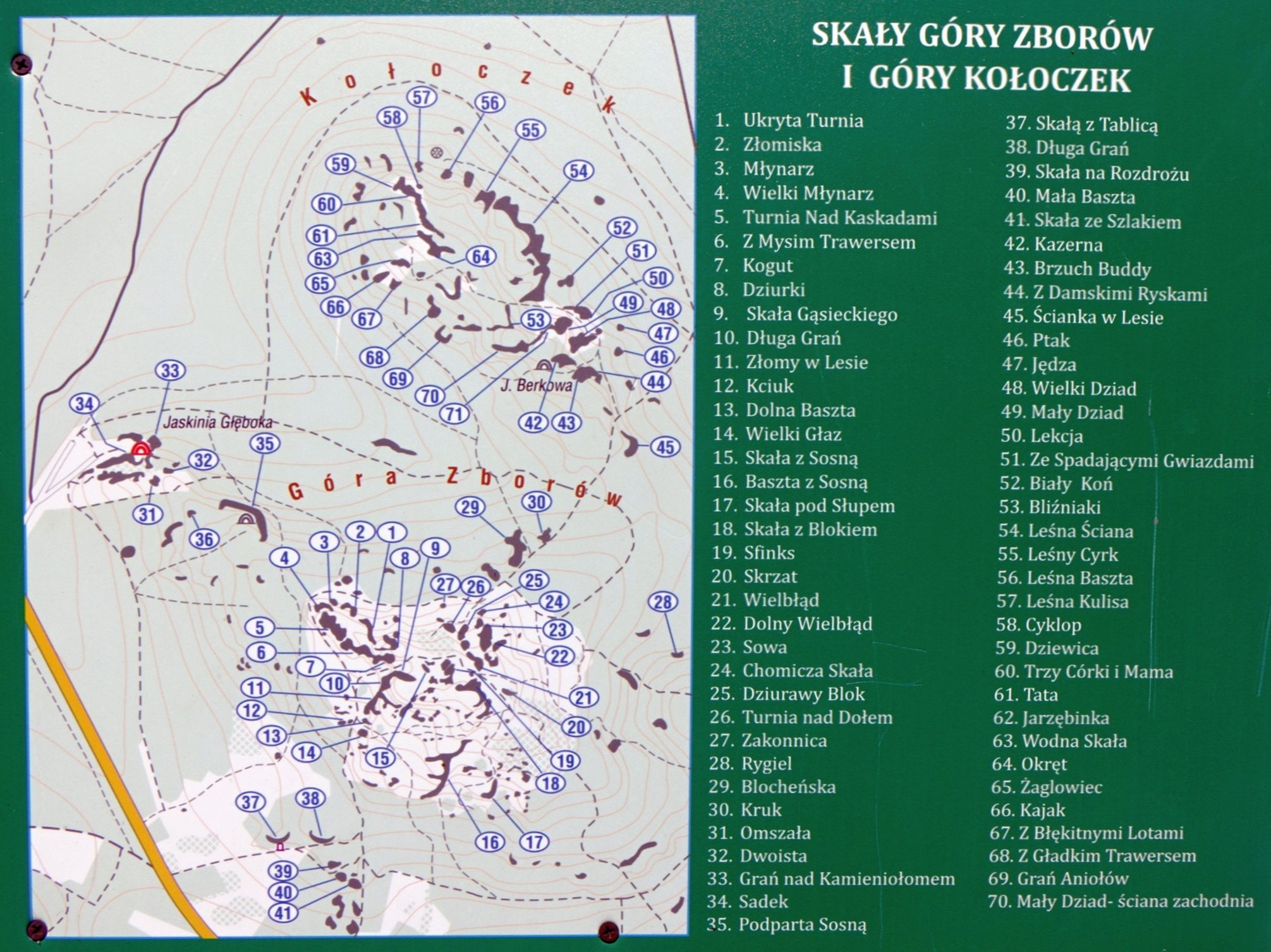
Skały na Górze Zborów i Kołoczku
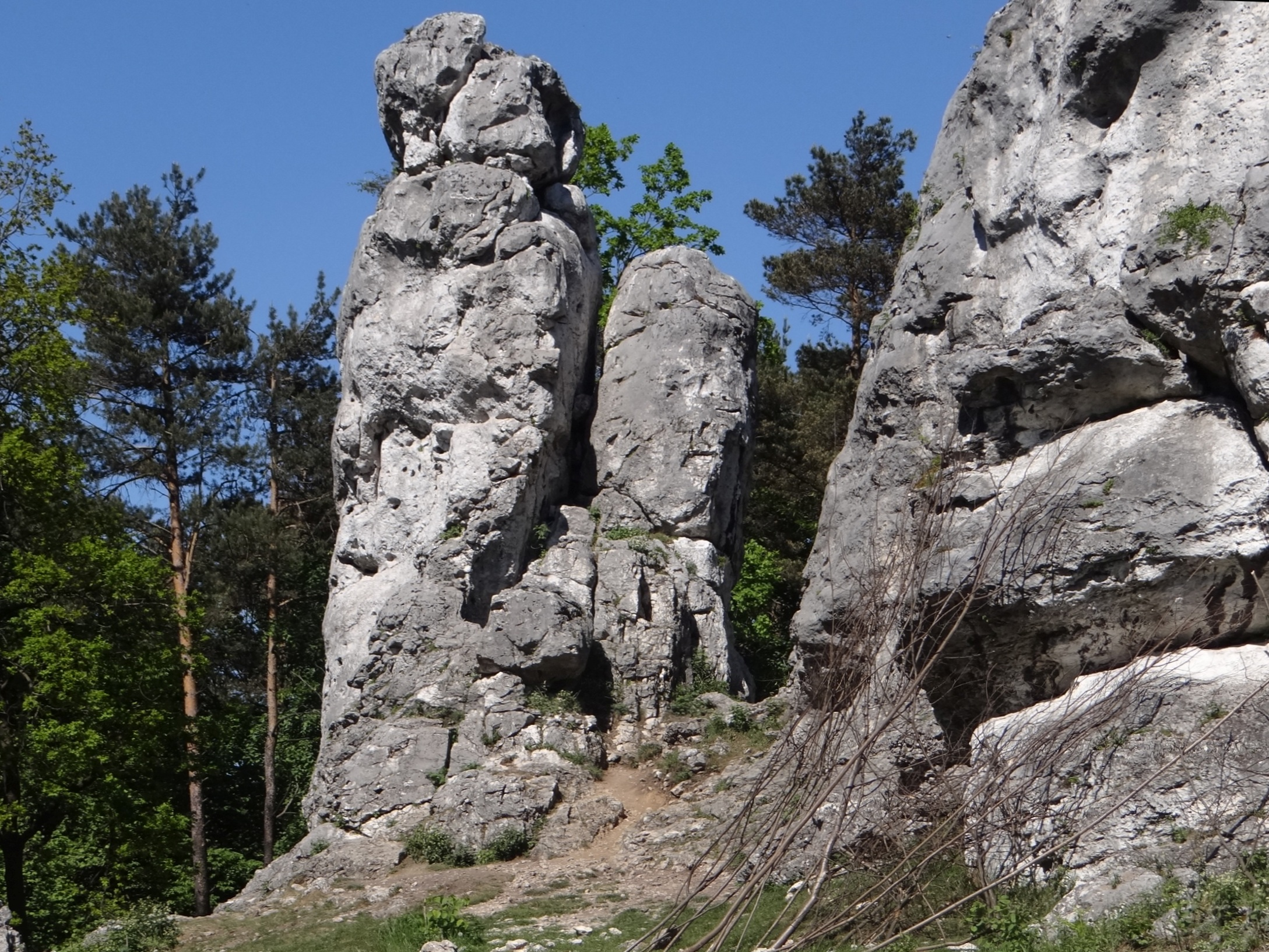
Młynarze
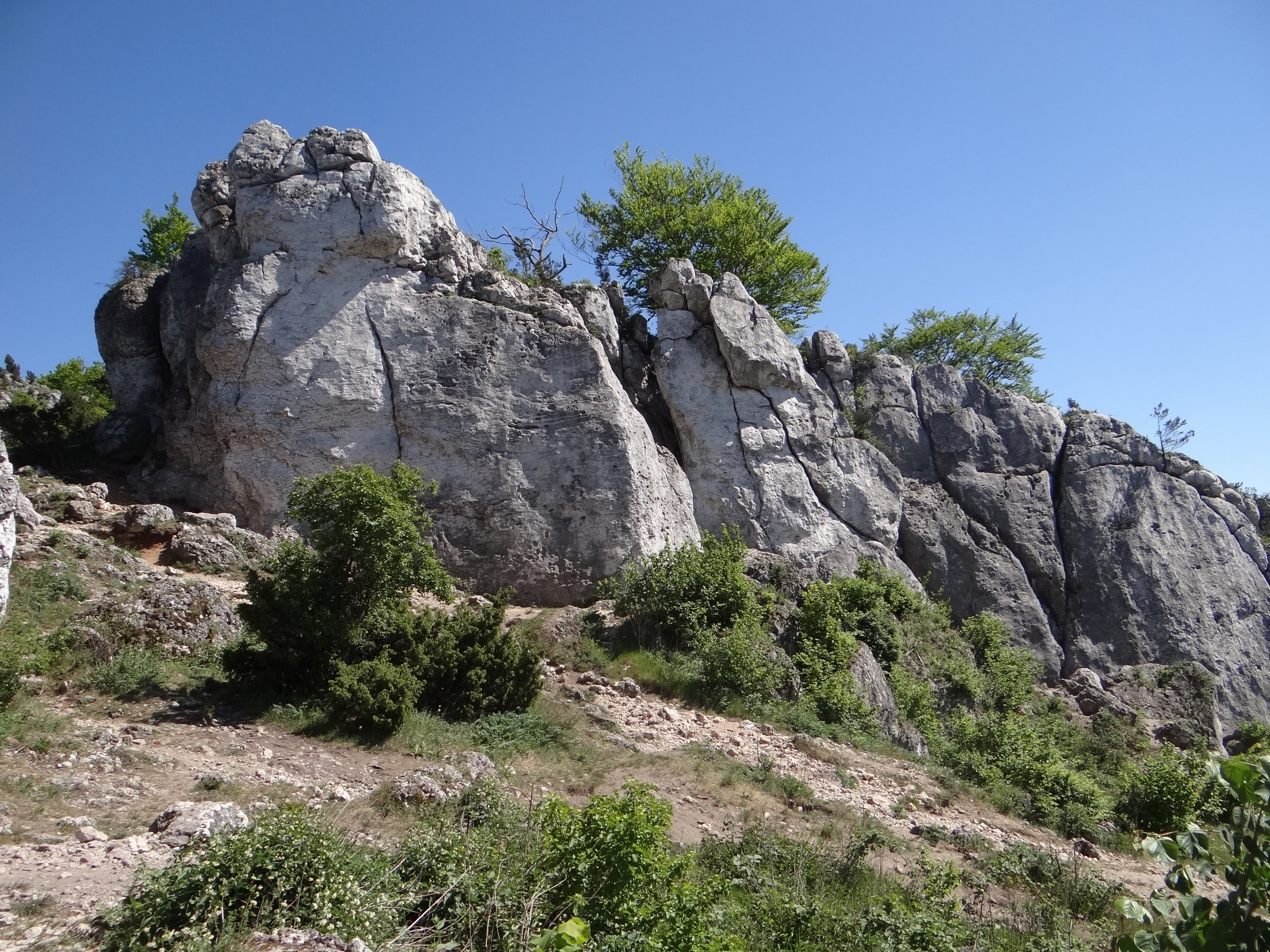
Ściana Młynów
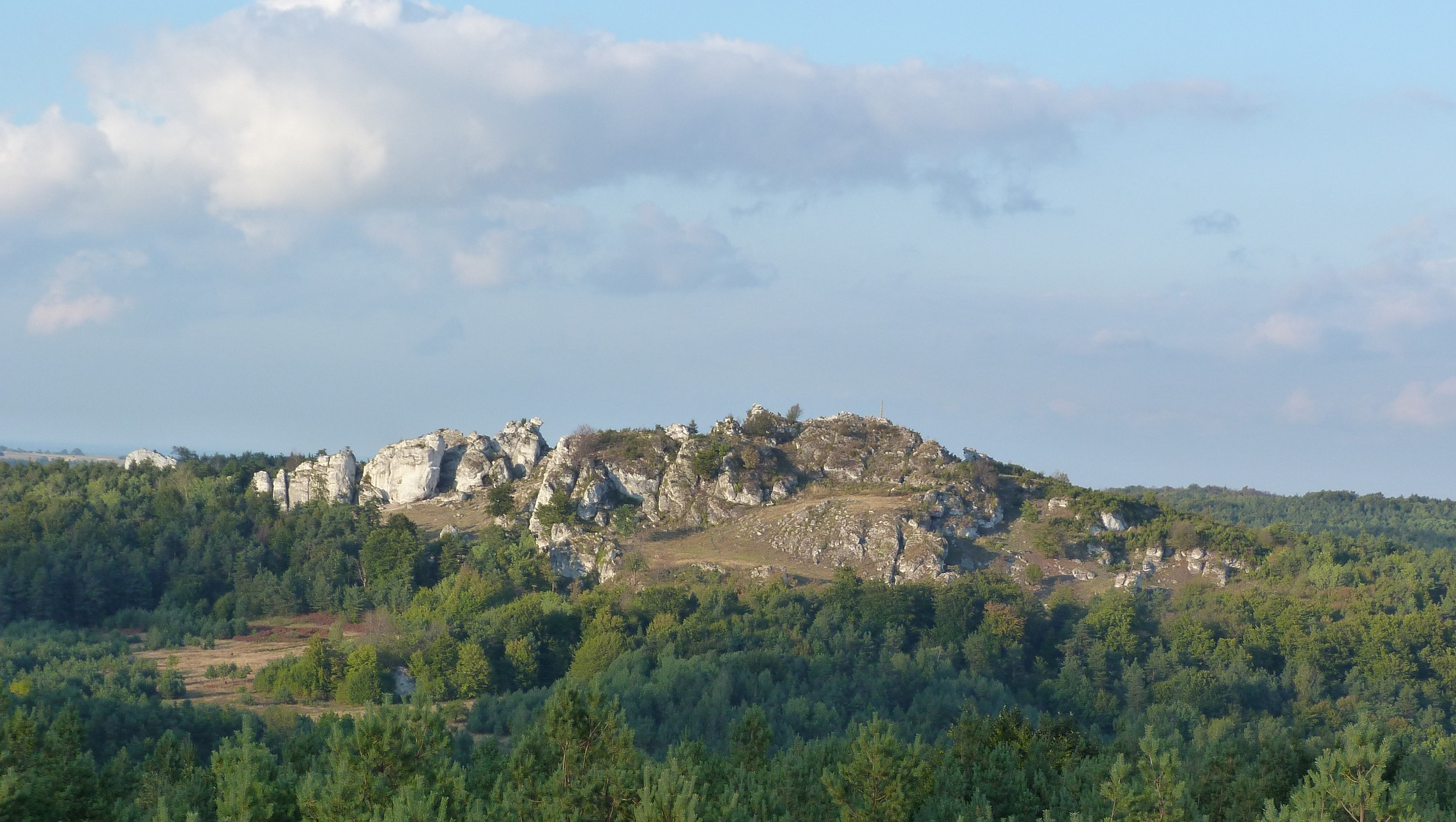
Widok z wzniesienia Apteki
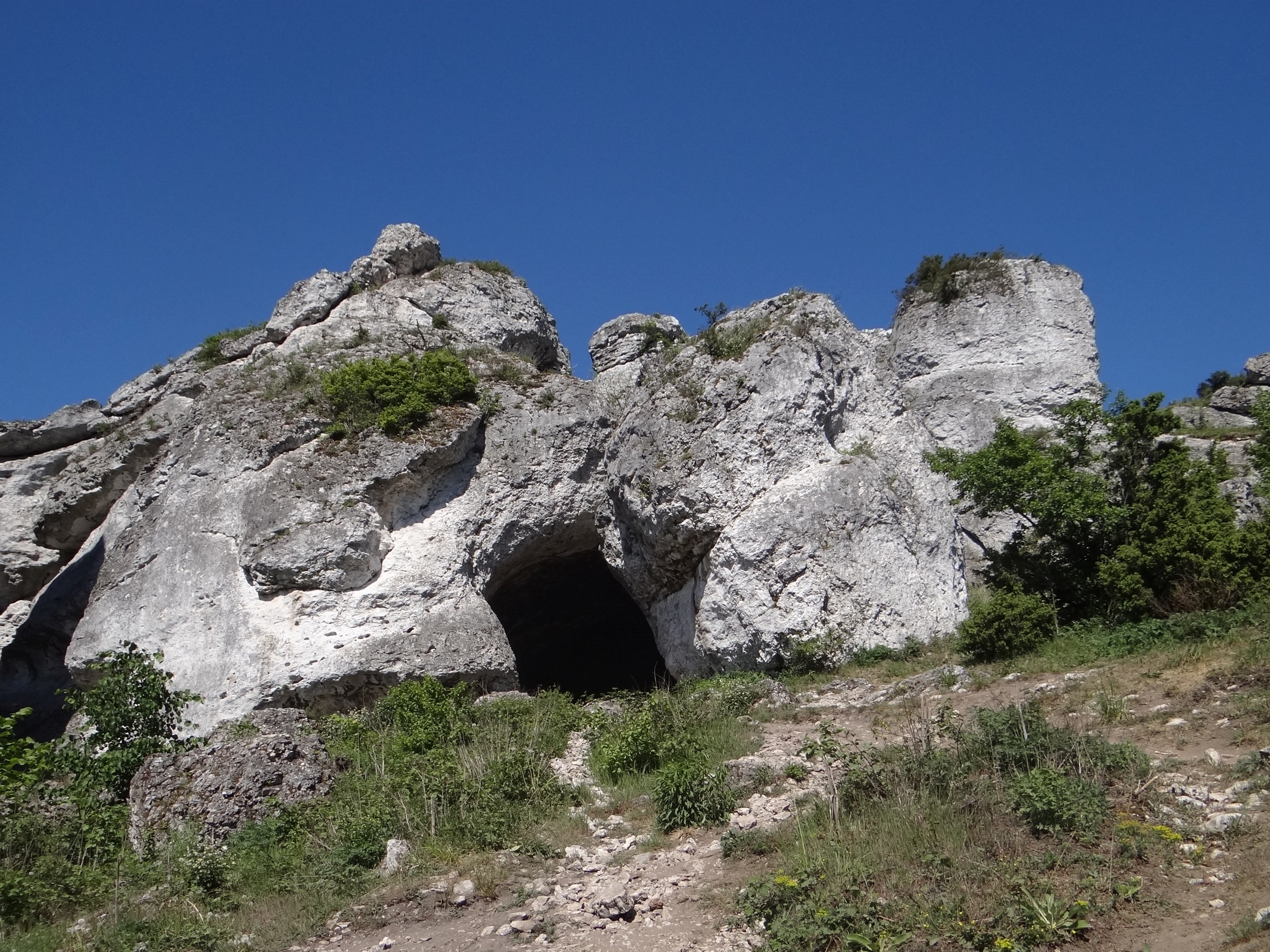
Schronisko Kazamar w Cyrku
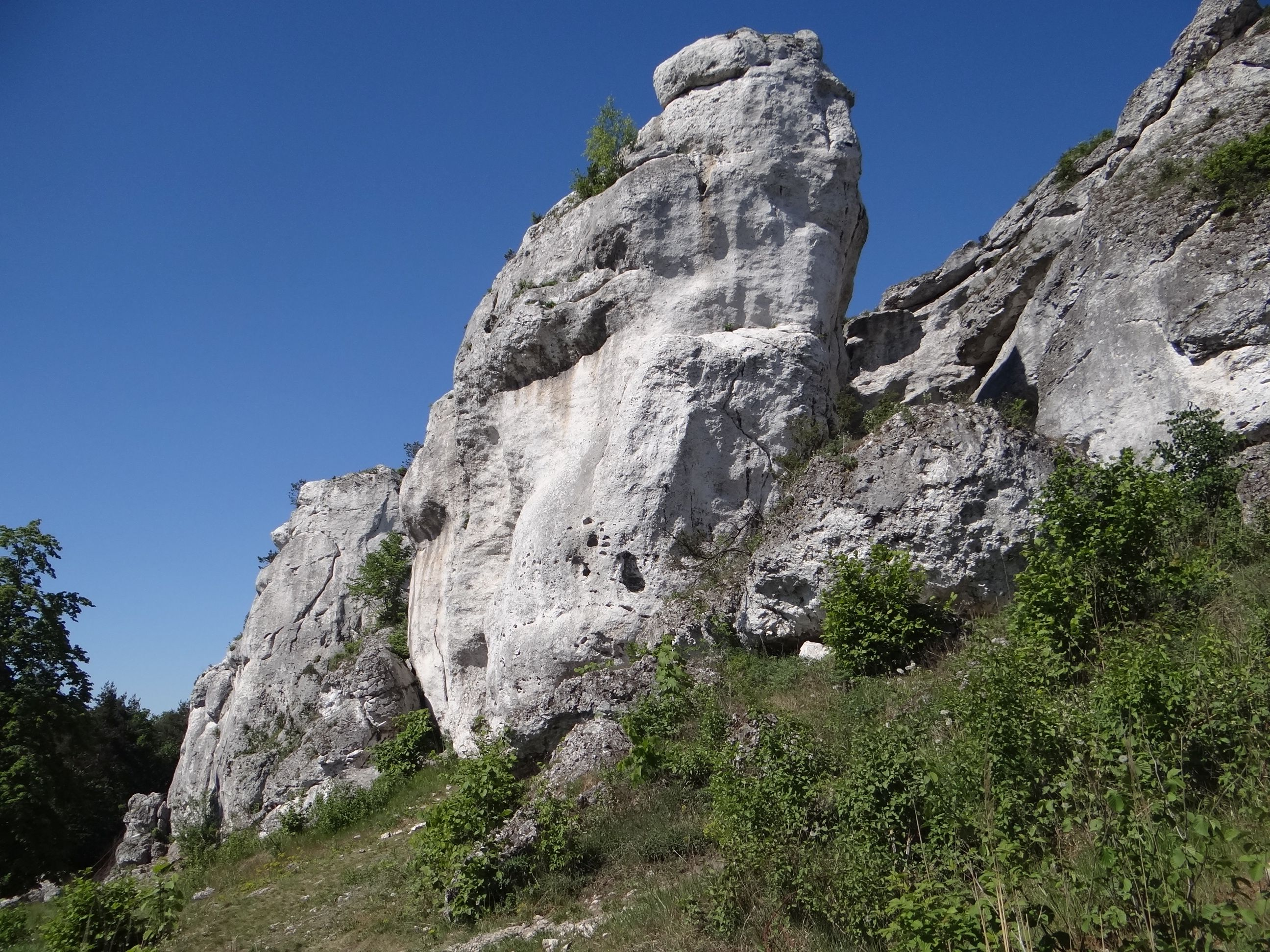
Turnia nad Kaskadami